# Rechte Gewalt in Deutschland

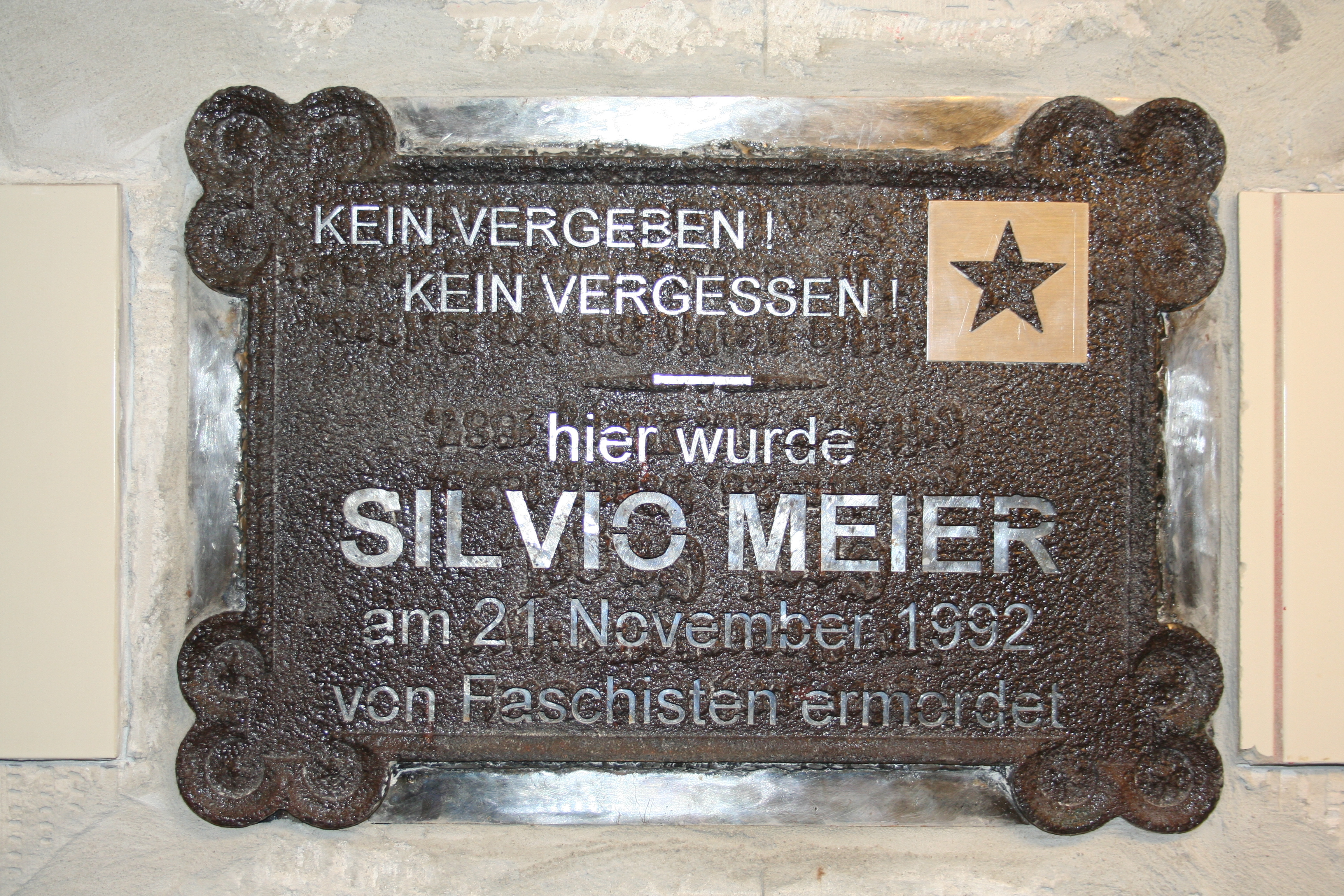
Am U-Bahnhof Samariterstraße in Berlin erinnert eine Gedenktafel an die Ermordung von Silvio Meier durch Neonazis

Als rechte Gewalt in Deutschland wertet die Polizeiliche Kriminalstatistik alle politisch motivierten Delikte, bei denen „die Umstände der Tat oder die Einstellung des Täters darauf schließen lassen, dass sie sich gegen eine Person aufgrund ihrer politischen Einstellung, Nationalität, Volkszugehörigkeit, Rasse, Hautfarbe, Religion, Weltanschauung, Herkunft, sexuellen Orientierung, Behinderung oder ihres äußeren Erscheinungsbildes bzw. ihres gesellschaftlichen Status richtet“. Unter diese Definition fallen auch Täter, die keinem manifest rechtsextremen Weltbild anhängen.
Rechte Gewalt wurde lange Zeit so eng definiert, dass viele Taten nicht als solche in die Kriminalstatistik eingeflossen sind. Im Jahr 2001 änderte die Ständige Innenministerkonferenz der Länder Definition und Zählweise. Seither sprechen die deutschen Behörden von „rechts motivierter Gewalt“. Diese ereignet sich selten strategisch und organisiert, so Friedhelm Neidhardt: „Mag […] [rechte] Ideologie […] ein gutes Aufputschmittel sein, so eignet sie sich doch kaum für eine stringente Ableitung strategischer und taktischer Handlungsprogramme. Die kognitiven Strukturen dieser Ideologie besitzen nur eine geringe Steuerungskapazität. Darum ist die Kommunikation zwischen Rechtsextremisten auffällig wenig über Argumente gesteuert; Sachverhalte werden weniger beschrieben als dekretiert, Schlußfolgerungen weniger abgeleitet als kommandiert.“ Eine systematische Form rechtsextremer Gewalt bildet der Rechtsterrorismus.

## Geschichte

### Weimarer Republik
In der Weimarer Republik (1919 bis 1933) gab es bis zu 400 Fememorde rechtsradikaler Gruppen an politischen Gegnern und Angehörigen von Minderheiten. Nach der Ermordung von Karl Liebknecht und Rosa Luxemburg wurden Leo Jogiches, Kurt Eisner, Matthias Erzberger und Walther Rathenau ebenfalls zu Mordopfern. Nach dem gescheiterten Attentatsversuch der Organisation Consul auf Philipp Scheidemann wurde die Organisation durch das Republikschutzgesetz zerschlagen. Ihre verbliebenen Anhänger sammelten sich unter anderem im rechtsradikalen „Bund Wiking“, in der SA der Hitler-Bewegung und der NSDAP.
Diese Taten verfolgte die Justiz weitaus seltener und weniger scharf als andere Tötungsdelikte. Nur selten wurden diese Verbrechen aufgeklärt. Die wenigen Täter, die angeklagt wurden, wurden von der Weimarer Justiz vergleichsweise milde bestraft, wie der Statistiker Emil Julius Gumbel bereits in den 1920er Jahren nachwies.

### Nationalsozialismus

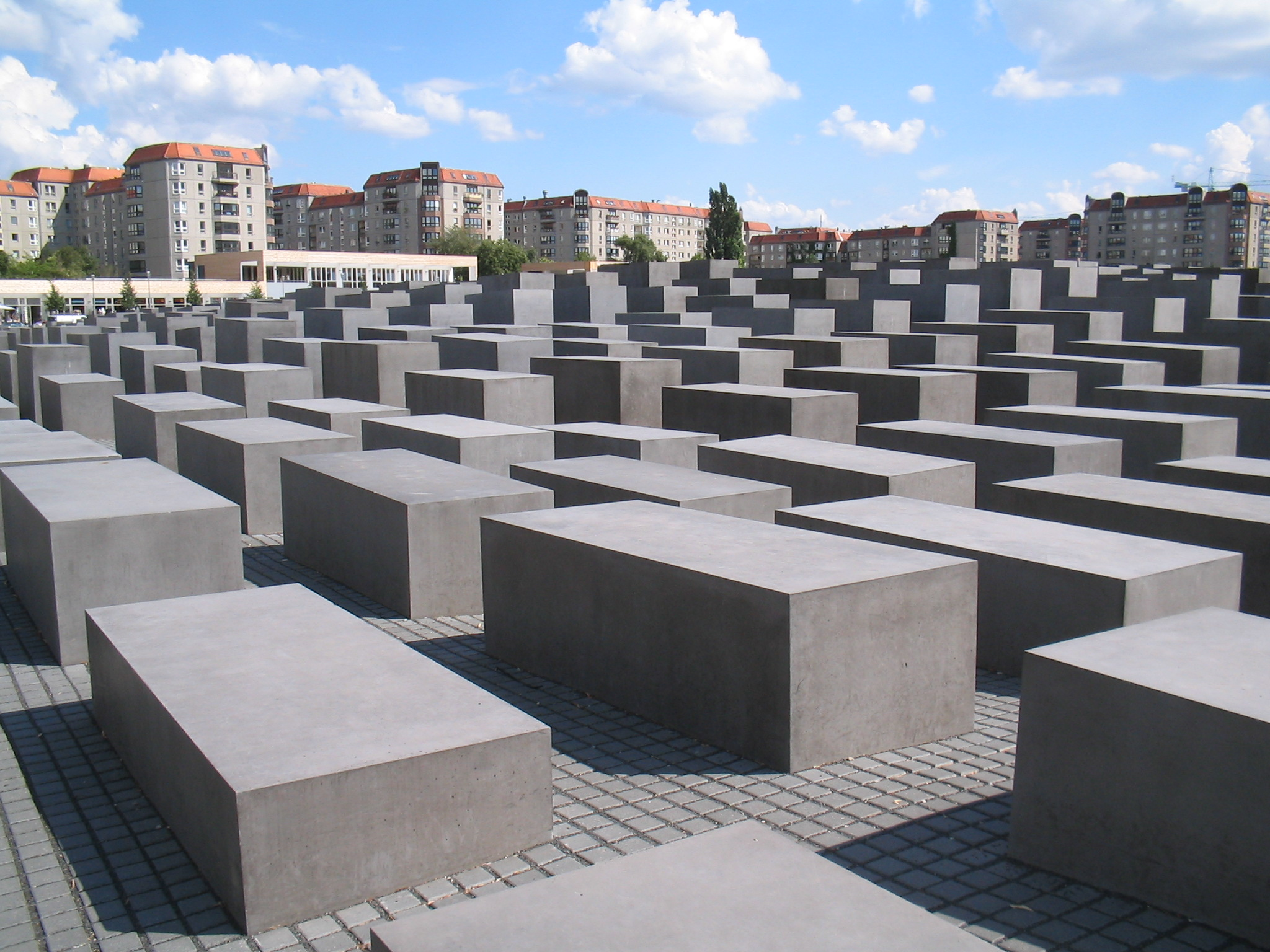
Holocaust-Mahnmal in Berlin

Ab 1933 verübte das nationalsozialistische Regime zahlreiche Massenmorde und Völkermorde, darunter ab 1941 den historisch beispiellosen Holocaust. Dem nationalsozialistischen Terror fielen ca. 13 Millionen Menschen zum Opfer, darunter rund sechs Millionen ermordete Juden, 3,3 Millionen sowjetische Kriegsgefangene und 2,5 Millionen Polen. Auch sowjetische Zwangsarbeiter und die zahlreichen Toten in den deutschen Arbeits- und Konzentrationslagern zählen dazu. Ebenfalls hinzugerechnet werden die ermordeten Sinti und Roma (ca. 219.600), über 200.000 Opfer der NS-Krankenmorde sowie etwa 130.000 Personen, die aus politischen oder religiösen Gründen Widerstand gegen das Naziregime leisteten.

### Bundesrepublik Deutschland
Nachdem die rechtsextreme NPD nach den Wahlen 1969 den Einzug in den Bundestag nur knapp verfehlte, zersplitterte sich die rechtsextreme Szene. Ein Teil wählte terroristische Mittel, um ihre Vorstellungen durchzusetzen. Höhepunkt war das Oktoberfestattentat in München 1980, bei dem 13 Menschen ums Leben kamen. Rechtsgesinnte der HSV-Fanszene waren in den 1980er-Jahren an mehreren Morden beteiligt (Adrian Maleika, Mehmet Kaymakçı, Ramazan Avcı).
Nach der deutschen Wiedervereinigung kam es zu Gewaltausbrüchen, die sich vor allem gegen Asylsuchende richtete. Die Ausschreitungen von Hoyerswerda (1991) und die Ausschreitungen in Rostock-Lichtenhagen (1992) waren pogromartig. Es folgten die Mordanschläge von Mölln (1992) und Solingen (1993). Weitere Übergriffe, die eine breite mediale Öffentlichkeit hervorriefen, waren die sogenannten Magdeburger Himmelfahrtskrawalle (1994) und die Hetzjagd in Guben (1999).
Die rechte Gewalt der 1990er Jahre zeichnete sich zum einen durch Spontaneität und Expressivität aus, zum anderen war verglichen mit linker Gewalt ein signifikant höherer Anteil an Körperverletzungsdelikten und vor allem an Tötungsdelikten zu erkennen, bei denen es häufig dem Zufall überlassen blieb, ob das Opfer zu Tode kam oder überlebte. Nach der Welle fremdenfeindlicher Gewalt von 1991 bis 1993 – Brandanschläge mit Personenbezug – und dem daraufhin erhöhten Druck seitens der Behörden und Öffentlichkeit veränderte sich die Struktur der NS-affinen Szene nachhaltig. Fest organisierte Strukturen wichen lockeren Aktionsbündnissen („Kameradschaften“, „Nationaler Widerstand“, „Freie Nationalisten“). Über die 1990er Jahre hinweg hat sich nach Schätzung des Verfassungsschutzes die Anzahl gewaltbereiter Rechtsextremisten nahezu verdoppelt, seit 2000 blieb die Anzahl auf einem Level von ca. 9000 Personen. Die schweren Gewaltdelikte verteilen sich seit 2001 zu etwa gleichem Teil auf die gegen Einwanderer und Randgruppen gerichtete Gewalt und auf die Konfrontation gegen politische Gegner.
Eine breite Debatte im Vorfeld der Fußball-WM 2006 in Deutschland löste die afrikanische Gemeinde in Berlin aus, als sie ausländischen Besuchern eine Liste mit so genannten No-go-Areas zur Verfügung stellen wollte. Die gewalttätigen Auseinandersetzungen in Mügeln (2007) waren ein weiterer öffentlich beachteter Fall.
Im November 2011 wurde bekannt, dass einige seit 2000 begangene und bislang ungeklärte Verbrechen und zehn Morde von der rechtsterroristischen Gruppe Nationalsozialistischer Untergrund begangen worden waren, ohne dass diese bis zu ihrer Selbstenttarnung ermittelt worden war. Die Gruppe ist laut dem Urteil im NSU-Prozess für die neun NSU-Morde von 2000 bis 2006, drei Bombenanschläge, darunter den Nagelbombenanschlag in Köln 2004, und den Polizistenmord von Heilbronn im Jahr 2007 verantwortlich.
Flüchtlingsfeindliche Angriffe in der Bundesrepublik Deutschland gibt es seit Gründung dieses Staates 1949, stark vermehrt seit der Wiedervereinigung Deutschlands 1990 und nochmals seit der Flüchtlingskrise in Deutschland 2015. Dazu gehören direkte verbale und physische Straftaten gegen Geflüchtete, Flüchtlingsunterkünfte, Einrichtungen für Asylbewerber und Aussiedler, bei denen fremdenfeindliche, ausländerfeindliche, rechtsextreme und rassistische Motive der Täter offensichtlich, nachgewiesen oder wahrscheinlich sind. „Seit Jahren gibt es in Berlin-Neukölln immer wieder Angriffe von Rechtsextremisten auf Linke und sozialdemokratische Lokalpolitiker. Doch kein Verdächtiger wurde bislang festgenommen. Warum versagen Polizei und Verfassungsschutz?“ fragt die Süddeutsche Zeitung am 28. Juni 2019.
Eine 2020 veröffentlichte Studie sieht Deutschland im westeuropäischen Vergleich an der Spitze bei rechtem Terrorismus und rechter Gewalt.
Das Bezirksamt Berlin-Lichtenberg veranlasste im April 2023 die Aufstellung einer Gedenktafel auf dem neu benannten Eugeniu-Botnari-Platz, auf der „180 Todesopfer rassistischer, antisemitischer und politisch rechter Gewalt in Berlin seit 1990“ genannt werden.

#### Gewalt gegen Repräsentanten des Staates
Eine neue Stufe rechter Gewalt bedeutet das gezielte Vorgehen gegen den Staat durch Angriffe auf dessen Repräsentanten. Dazu gehören selbst Mordanschläge, wie das Attentat auf Henriette Reker 2015 und das auf
Andreas Hollstein am 27. November 2017. Nach dem Mord an Walter Lübcke am 2. Juni 2019 fühlte man sich an die NSU-Mordserie erinnert, weil wieder die Polizei erst im privaten Umfeld des Opfers ermittelte und nicht an ein politisches Motiv glauben wollte. So erklärte auch die Grünen-Innenexpertin Irene Mihalic in einem Interview: „Combat 18, Kassel, Nordhessen und Dortmund, diese Zusammenhänge haben auch schon beim NSU eine Rolle gespielt. Auch ist nach wie vor unklar, wie genau das Unterstützer-Umfeld des NSU ausgesehen hat. ... Es werden immer noch zu viele Straftaten von rechts als Einzelfälle abgetan. Man sieht zu wenig das große Ganze. Es gibt allerdings jetzt einen spürbaren Mentalitätswechsel beim Bundesamt für Verfassungsschutz durch den neuen Präsidenten.“
Nun erklärte sich auch Bundesinnenminister Seehofer „tiefschockiert über die schreckliche Tat“ und sagte, es sei nicht klar, ob Stephan E. alleine, als Teil einer Gruppe oder gar eines terroristischen Netzwerks gehandelt habe.
Andreas Förster schrieb in der Wochenzeitung Der Freitag, dass „sämtliche Ermittlungen zu rechtsterroristischen Verbrechen seit 1980 stets belastbare Indizien dafür zu Tage gefördert [haben], dass die ausführenden Täter sich auf das Netzwerk eines nationalsozialistischen Untergrundes in Deutschland stützen konnten, das ihre Taten inspirierte und förderte.“ Er nannte namentlich die Untergrundbewegung C18, die „sich am terroristischen Konzept des führerlosen Widerstands („leaderless resistance“)“ orientiert habe und der Stephan E. nahestehe. Roland Müller kommentierte in der Südwest Presse, dass ein „Gegensteuern“ damit beginne, „bei rechtem Terror nicht nur Bäume zu sehen – sondern den Wald“.
Der Tod von Walter Lübcke sollte kein Einzelfall bleiben: Vorbereitungen deutscher Rechtsextremisten auf Angriffe gegen Hunderte politischer Gegner waren laut dem Bundesamt für Verfassungsschutz weiter fortgeschritten als bislang bekannt – und bereits bis ins kleinste Detail geplant.
Beispielsweise gehören „Nordkreuz“ mehr als 30 sogenannte Prepper an, die über den Messenger-Dienst Telegram miteinander verbunden sind und sich auf den „Tag X“ vorbereiten – den Zusammenbruch der staatlichen Ordnung durch eine Flüchtlingswelle oder islamistische Anschläge –, auf die anschließende Liquidierung politischer Gegner.
Alle Mitglieder von „Nordkreuz“ haben Zugang zu Waffen, verfügen über Zehntausende Schuss Munition und sind geübte Schützen. Gegen drei der Männer ermittelt parallel die Staatsanwaltschaft Schwerin, weil ihnen vorgeworfen wird, seit April 2012 illegal rund 10.000 Schuss Munition sowie eine Maschinenpistole aus Beständen des LKA abgezweigt zu haben.
Die „Prepper“ hätten aus ihrem regionalen Umfeld unter Zuhilfenahme von Dienstcomputern der Polizei knapp 25.000 Namen und Adressen zusammengetragen, bevorzugt von Lokalpolitikern von SPD, Grünen, Linken und CDU, die sich als „Flüchtlingsfreunde“ zu erkennen gegeben und Flüchtlingsarbeit geleistet hätten.
Ermittler werfen einem Anwalt aus Rostock und einem Kriminalpolizisten aus West-Mecklenburg vor, Listen angelegt zu haben mit Politikern, Aktivisten, Personen aus dem linken Spektrum. Die, so der Vorwurf, wollten die beiden Männer an einem Tag X töten.
Seit zwei Jahren ermittelt die Bundesanwaltschaft gegen die beiden Männer in Norddeutschland, bekannt wurden die Vorwürfe, als das Bundeskriminalamt im August 2017 Razzien bei den Beschuldigten und vier Zeugen durchführte.
Die Opposition verlangt weitere Aufklärung, vor allem auch darüber, ob angesichts der großen Zahl von Personen, die sich auf den „Todeslisten“ von Rechtsextremisten befinden, nicht schon längst weitere Todesopfer rechter Gewalt zu beklagen gewesen sind, von denen die Öffentlichkeit bislang nichts weiß.
„Ich erwarte eigentlich schon von einem Innenminister, der ja auch Landtagskollege ist, Antworten darauf, wie man mit solchen Listen umgeht“, sagt Eva-Maria Kröger von der Linkspartei. „Wir haben mehrfach nachgefragt, wer da draufsteht, aber keine Informationen bekommen. Das finde ich äußerst problematisch.“
„Die Planungen, die sich nun offenbaren, sind in Ausmaß und Konkretisierung massiv besorgniserregend“, sagte Grünen-Innenexperte Konstantin von Notz dem RND. „Unser Staat ist in der Pflicht, die sich hier abzeichnenden und bisher unübersichtlichen Netzwerkstrukturen zu analysieren, aufzuklären und mit allen staatlichen Mitteln zu bekämpfen“, sagte der Grünen-Politiker.
Das Erstellen von sogenannten Todes- oder Feindeslisten durch rechtsextreme bis rechtsterroristische Gruppierungen ist in der gewaltbereiten rechten Szene nicht unüblich.
Schon die Terrorgruppe Nationalsozialistischer Untergrund (NSU) hatte bis zu ihrer Enttarnung 2011 Angaben über etwa 10.000 Personen gesammelt, darunter fast 400 Adressen von Parteien, Politikern, Militärstandorten und jüdischen Einrichtungen als mögliche Terrorziele. Auf dieser NSU-Liste befand sich auch der Name Walter Lübcke.

## Todesopfer rechtsextremer Gewalt
In Deutschland kam es in den 1980er Jahren, insbesondere im Zusammenhang mit dem Anwachsen des Rechtsterrorismus, zu zahlreichen Todesopfern rechtsextremer Gewalt. Nach der deutschen Wiedervereinigung eskalierte die Gewalt erneut. Vor allem Asylsuchende kamen damals ums Leben. Exemplarisch dafür stehen die Mordanschläge von Mölln 1992 und Solingen 1993.
Die Gesamtzahl der Todesopfer rechtsextremer Gewalt in Deutschland ist umstritten. 2000 legten der Berliner Tagesspiegel und die Frankfurter Rundschau einen Bericht zu Todesopfern rechtsextremer Gewalt vor, der eine erhebliche Diskrepanz zur offiziellen Statistik aufwies. Dies löste eine Kontroverse um die polizeiliche Kriminalstatistik aus. Die polizeiliche Kriminalstatistik wurde daraufhin geändert. Es wurden zwar mehr Todesopfer erfasst, aber immer noch blieb eine erhebliche Differenz. Nach der Mordserie der rechtsterroristischen Organisation Nationalsozialistischer Untergrund wurde diese Diskrepanz 2011 erneut thematisiert. So erfasst etwa die Liste der Todesopfer rechtsextremer Gewalt im wiedervereinigten Deutschland derzeit laut Amadeu Antonio Stiftung 182 Todesopfer (Stand 2011), während die Bundesregierung mit Stand von 2009 von 47 Todesopfern ausging. Die Bundesminister Hans-Peter Friedrich (CSU) und Sabine Leutheusser-Schnarrenberger (FDP) gingen mittlerweile ebenfalls von höheren Opferzahlen aus und kündigten bereits an, die Zahlen erneut überprüfen zu lassen. Auch laut dem Bochumer Kriminologen Tobias Singelnstein ist die Zahl der Opfer rechtsextremer Gewalt wie auch die der Todesopfer „weit größer als angenommen“.

## Erfassung
Die erstmalige Veröffentlichung der alternativen Liste über Todesopfer rechtsextremer Gewalt hatte dazu geführt, dass die Innenministerkonferenz (IMK) die Kriterien für die Erfassung von politisch motivierten Straftaten im Jahr 2001 änderte. Bis zu diesem Zeitpunkt wurden nur solche Straftaten in die Staatsschutzstatistiken aufgenommen, in denen eine Bestrebung zur Überwindung der freiheitlich-demokratischen Grundordnung erkannt wurde. Fremdenfeindliche Straftaten, aber auch Angriffe auf Obdachlose und Homosexuelle wurden bis 2013 nicht als Staatsschutzdelikte registriert. Auch nach dieser Änderung bestehen Differenzen zwischen den Einschätzungen der amtlichen Statistik und ihren Kritikern. Die Diskussion um die Kriterien der Erfassung hält nach wie vor an. Eine rechtsextreme Gesinnung eines Täters führte nicht automatisch zur Erfassung einer Tat als politisch motiviert. Die Bundesregierung zählte nur solche Taten zu den politischen Straftaten, bei denen eine politische Tatmotivation zu erkennen ist. Dies wurde 2011 damit begründet, dass kriminell auffällige Personen aus dem rechtsextremen Milieu oftmals auch Delikte in der Allgemeinkriminalität aufweisen.
Im Verfassungsschutzbericht des Bundes werden jährlich die Zahlen zur rechtsextremistisch motivierten Gewalt erhoben. Dabei hat der Verfassungsschutz wiederholt seine Erfassungsmethode angepasst. Vor allem aufgrund der Umstellung im Jahr 2001 von der Erfassung „extremistischer Straftaten“ auf die Erfassung „politisch motivierter Kriminalität“ (PMK) ist ein Vergleich der Zahlen nur bedingt möglich.
|                                                                                | 1954   | 1964   | 1967   | 1979   | 1990   | 1991   | 1992   | 1993   | 1994   | 1995   | 1996   | 1997   | 1998   | 1999   | 2000   | 2001   | 2002   | 2003   | 2004   | 2005   | 2006   | 2007   | 2008   | 2009   | 2010   | 2011   | 2012   | 2013   | 2014   | 2015   | 2016   |
| ------------------------------------------------------------------------------ | ------ | ------ | ------ | ------ | ------ | ------ | ------ | ------ | ------ | ------ | ------ | ------ | ------ | ------ | ------ | ------ | ------ | ------ | ------ | ------ | ------ | ------ | ------ | ------ | ------ | ------ | ------ | ------ | ------ | ------ | ------ |
| Rechtsextremismuspotential (Gesamt)                                            | 76.000 | 21.000 | 39.000 | 17.000 | 32.200 | 39.800 | 61.900 | 64.500 | 56.600 | 46.100 | 45.300 | 48.400 | 53.600 | 51.400 | 50.900 | 49.700 | 45.000 | 41.500 | 40.700 | 39.000 | 38.600 | 31.000 | 30.000 |        | 26.000 | 23.400 | 23.150 | 22.700 | 22.150 | 23.850 | 24.350 |
| Zahl der gewaltbereiten Rechtsextremisten                                      | k. A.  | k. A.  | k. A.  | k. A.  | k. A.  | 4.200  | 6.400  | 5.600  | 5.400  | 6.200  | 6.400  | 7.600  | 8.200  | 9.000  | 9.700  | 10.400 | 10.700 | 10.000 | 10.000 | 10.400 | 10.400 | 10.000 | 9.500  |        | 9.500  | 9.800  | 9.600  | 9.600  | -      | -      | -      |
| Zahl der gewaltorientierten Rechtsextremisten                                  | -      | -      | -      | -      | -      | -      | -      | -      | -      | -      | -      | -      | -      | -      | -      | -      | -      | -      | -      | -      | -      | -      | -      | -      | -      | -      | -      | -      | 10.500 | 11.800 | 12.100 |
| Mitglieder rechtsextremer Parteien                                             | k. A.  | k. A.  | k. A.  | k. A.  | 28.600 | 31.030 | 51.980 | 55.130 | 45.400 | 35.900 | 33.500 | 34.800 | 39.000 | 37.000 | 36.500 | 33.000 | 28.100 | 24.500 | 23.800 | 21.500 | 21.500 | 14.200 | 13.000 |        | 9.600  | 7.300  | 7.150  | 7.000  | 6.850  | 6.650  | 6.550  |
| Neonazis                                                                       | k. A.  | k. A.  | k. A.  | k. A.  | 2.220  | 2.420  | 1.820  | 1.520  | 2.670  | 2.380  | 3.420  | 2.400  | 2.400  | 2.200  | 2.200  | 2.800  | 2.600  | 3.000  | 3.800  | 4.100  | 4.200  | 4.400  | 4.800  |        | 5.600  | 6.000  | 6.000  | 5.800  | 5.600  | 5.800  | 5.800  |
| politisch motivierte Gewalttaten mit rechtsextremistischem Hintergrund         | k. A.  | k. A.  | k. A.  | k. A.  | 309    | 1.492  | 2.639  | 2.232  | 1.489  | 837    | 624    | 790    | 708    | 746    | 998    | 709    | 772    | 759    | 776    | 958    | 1.047  | 980    | 1.042  | 891    | 762    | 755    | 802    | 801    | 990    | 1408   | 1600   |
| sonstige politisch motivierte Straftaten mit rechtsextremistischem Hintergrund | k. A.  | k. A.  | k. A.  | k. A.  | k. A.  | 2.401  | 5.045  | 8.329  | 6.463  | 7.059  | 8.106  | 10.929 | 10.341 | 9.291  | 14.953 | 9.345  | 10.130 | 10.033 | 11.275 | 14.403 | 16.550 | 16.196 | 18.852 | 17.859 | 15.143 | 15.387 | 16.332 | 15.756 | 15.569 | 20.525 | 20.871 |

Politisch motivierte Straf- und Gewalttaten von rechts in Deutschland

Rechtsextremismuspotential in Deutschland

Der Verfassungsschutz greift auf Zahlen des „Kriminalpolizeilichen Meldedienstes in Fällen Politisch motivierter Kriminalität“ (KPMD-PMK) zurück. Die „Polizeiliche Kriminalstatistik – Staatsschutz“ erfasst seit 1959 Daten, die für die Ermittlung politisch motivierter Gewalt herangezogen werden. Seit 1961 wurde parallel dazu durch den „Kriminalpolizeilichen Meldedienst in Staatsschutzsachen“ (KPMD-S) Straftaten erfasst, die aus einer extremistischen Motivation heraus erfolgten. Erst seit 1992 werden dort Straftaten mit fremdenfeindlichen und seit 1993 Straftaten mit antisemitischem Hintergrund erfasst. Nach Kritik an dieser Statistik wurde 2001 die Erfassungsmethode geändert. Der KPMD-S als auch die PKS-S wurden durch den „Kriminalpolizeilichen Meldedienst in Fällen Politisch motivierter Kriminalität“ (KPMD-PMK) ersetzt. Die Einführung dieses neuen Erfassungssystems machen einen direkten Vergleich der Zahlen vor und nach 2001 nicht mehr möglich.

## Unterstützung für Opfer von Rechter Gewalt
In den meisten deutschen Bundesländern gibt es Beratungsstellen, die auf die Unterstützung von Opfern, Angehörigen und Zeugen von rechter Gewalt spezialisiert sind. Sie sind organisiert im Verband der Beratungsstellen für Betroffene rechter, rassistischer und antisemitischer Gewalt (VBRG), der 2014 in Berlin gegründet wurde. Der VBRG „koordiniert die Vernetzung der Beratungsstellen, vertritt deren gemeinsame Interessen und unterstützt den flächendeckenden Auf- und Ausbau unabhängiger fachspezifischer Beratungsstrukturen.“
Um die Betroffenen bei der Bewältigung der individuellen Angriffsfolgen zu unterstützen, arbeiten alle Mitglieder des VBRG nach den gemeinsamen Qualitätsstandards für eine professionelle Unterstützung. Diese umfassen die Prinzipien Niedrigschwelligkeit, Anonymität und Vertraulichkeit, Parteilichkeit, Unabhängigkeit, Lösungs-, Ressourcen- und Auftragsorientierung sowie Differenzsensibilität und intersektionale Analyse. Darüber hinaus werden Betroffene und ihr Umfeld bei der Selbstartikulation ihrer Forderungen unterstützt.
Zu den Erstunterzeichnern der Qualitätsstandards gehören unter anderem ReachOut aus Berlin, die Opferperspektive aus Brandenburg, LOBBI aus Mecklenburg-Vorpommern, Opferberatung Rheinland aus Nordrhein-Westfalen und zebra – Zentrum für Betroffene rechter Angriffe aus Schleswig-Holstein. In den jeweiligen Zuständigkeitsbereichen bringen sie – neben der individuellen Beratungstätigkeit – die Perspektiven der Betroffenen in den gesellschaftlichen Diskurs ein und engagieren sich für die Stärkung ihrer Rechte und Möglichkeiten.

## Strafverschärfende Wirkung
Stellt ein Gericht bei einer Straf- oder Gewalttat ein rassistisches oder fremdenfeindliches Motiv fest, kann es das Strafmaß verschärfen. Der Nachweis ist dabei durch die Gerichte nicht immer einfach zu erbringen. Eine Verschärfung des Urteils wegen niedriger Beweggründe erhöht zudem die Erfolgsaussichten für die Täter bei einem Revisionsverfahren.

## Gedenkstätten

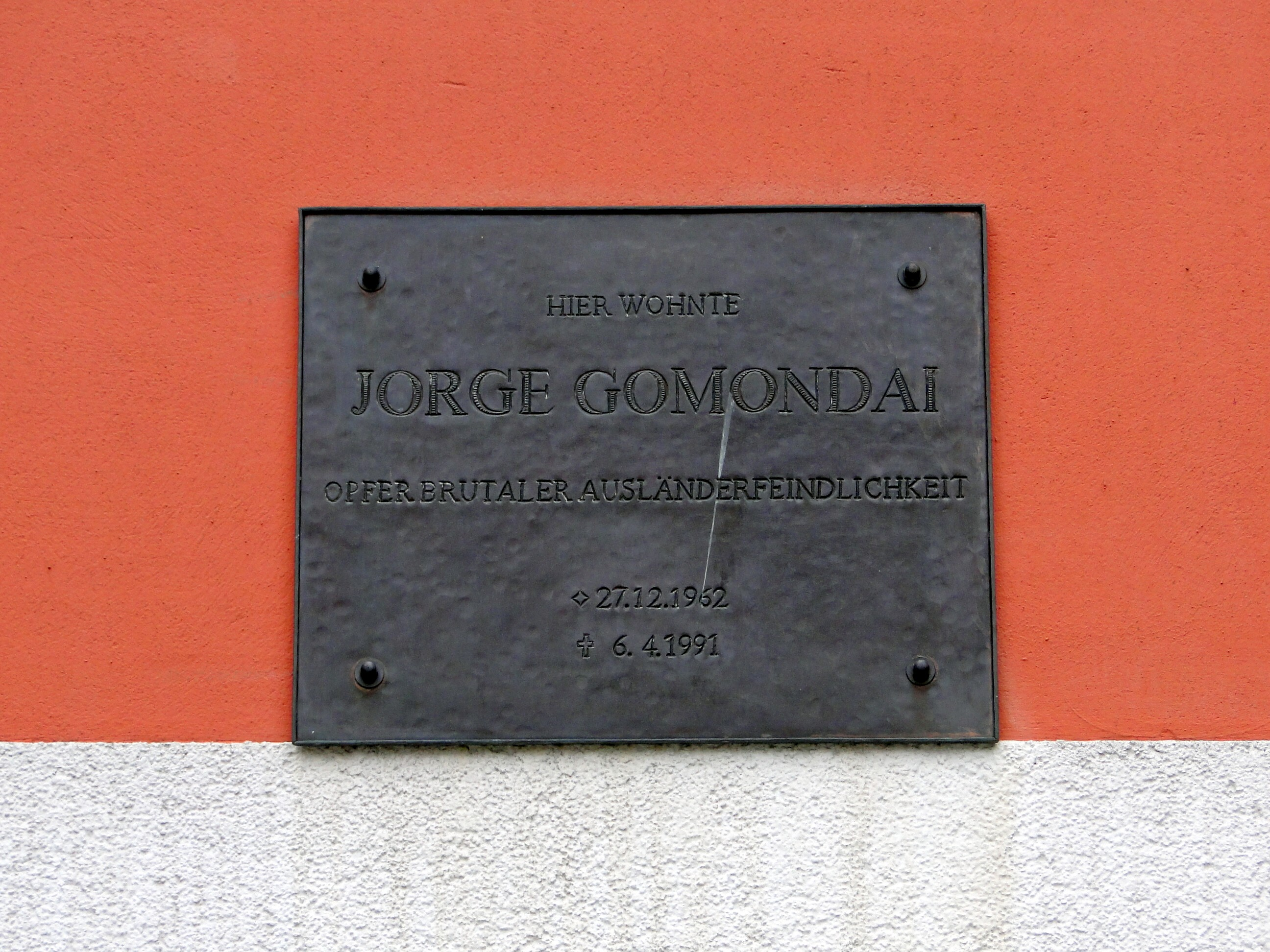
Plakette, in Dresden, die an die Ermordung von Jorge Gomondai erinnert.

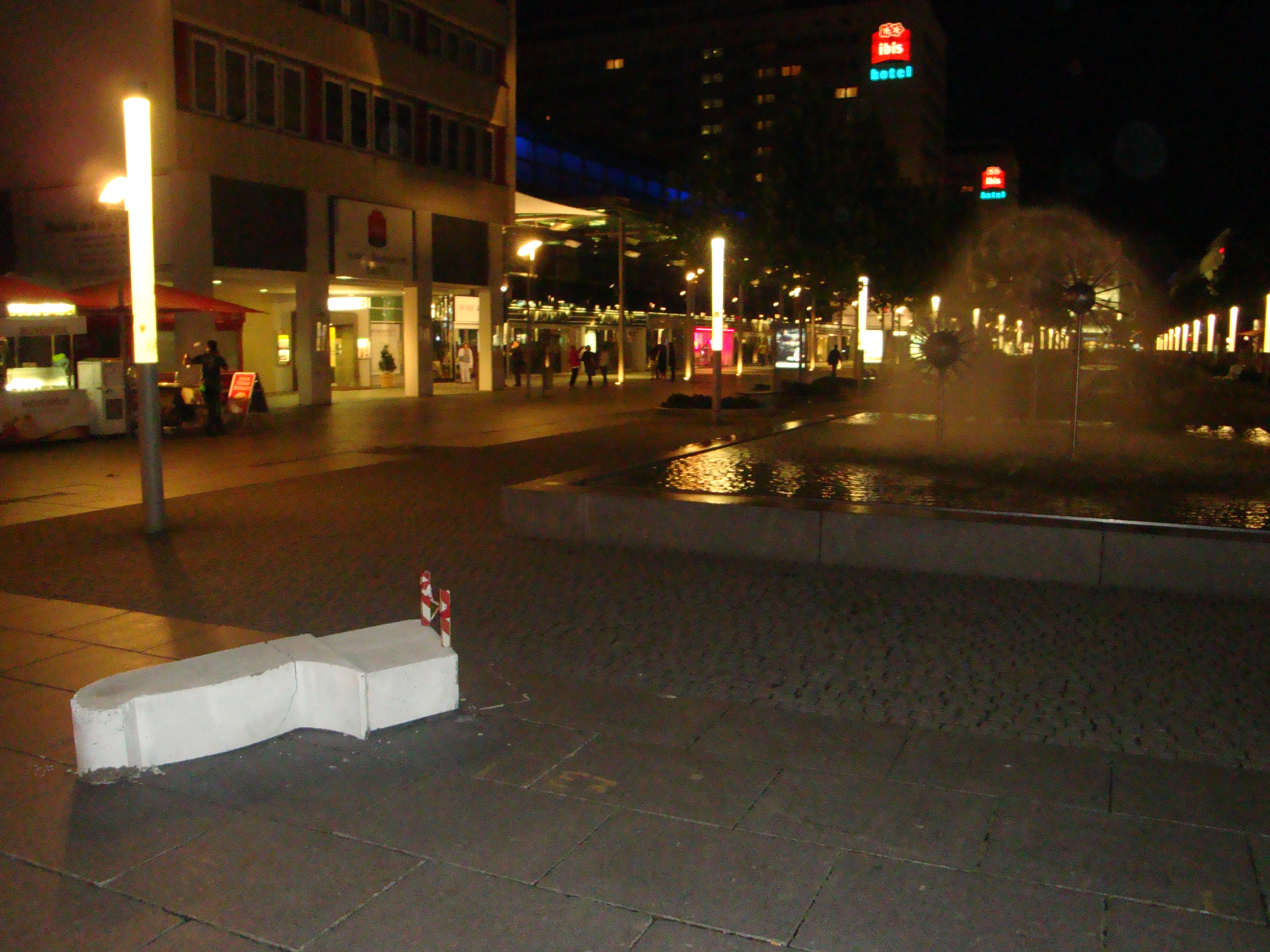
Umgekipptes Mahnmal, das in Dresden an die Ermordung von Marwa El-Sherbini erinnert.

Besonders Todesopfern rechtsextremer Gewalt wird bleibende Erinnerung zuteil. Ihnen werden Gedenksteine oder -tafeln gewidmet. Zu den Jahrestagen des Vorfalles finden sich oft Organisationen und Einzelpersonen, die in Form einer Demonstration des Vorfalls gedenken (siehe beispielsweise Nihat Yusufoğlu).
Nach Amadeu Antonio, der 1990 ermordet wurde, hat sich die Amadeu Antonio Stiftung benannt. In Eberswalde wurde 2011 eine Straße symbolisch nach ihm benannt. Eine Initiative arbeitet auf die dauerhafte Umbenennung der Straße hin.
Mahnmale und Gedenksteine sind zum Teil von erheblicher Sachbeschädigung betroffen (siehe beispielsweise Frank Böttcher).
So wurde in Zwickau der im September 2019 gepflanzte Gedenkbaum für das erste NSU-Opfer Enver Şimşek im Oktober 2019 von unbekannten Tätern abgesägt. In der Bevölkerung Zwickaus und deutschlandweit sorgte der Vorgang für Unverständnis und Bestürzung. Die Stadt Zwickau beschloss umgehend, den abgesägten Gedenkbaum durch mehrere Gedenkbäume zu ersetzen. „Wir lassen uns nicht unterkriegen“, sagte Zwickaus Oberbürgermeisterin Pia Findeiß (SPD). Auch für die neun weiteren Opfer der rechtsextremen Terrorzelle NSU wolle man wie geplant Bäume pflanzen. Seit Enttarnung des NSU wurden nach Angaben von Kerstin Köditz, Abgeordnete der Linken im Sächsischen Landtag, sachsenweit mehr als 50 sogenannte Resonanztaten gezählt, darunter auch wiederholte Angriffe auf Gedenkinstallationen. Die meisten dieser Fälle wurden nicht aufgeklärt. Häufigster Tatort sei Zwickau.
Gedenkstätten für die Opfer des Nationalsozialismus sind bundesweit seit 1949 geschaffen worden. Neben den KZ-Gedenkstätten zählt das Denkmal für die ermordeten Juden Europas in Berlin zu den wichtigsten Gedenkstätten für die historischen Morde der NS-Diktatur. Zahlreiche Erinnerungsstätten und -tafeln erinnern ergänzend in vielen Städten und Kommunen an lokale Opfer und Taten jener Zeit.